# Ontogenia

Las etapas iniciales de la embriogénesis humana.

La ontogenia (también llamada morfogénesis u «ontogénesis») es el desarrollo de un organismo, desde la fecundación por la fusión de los gametos masculino y femenino para la conformación de un cigoto durante la reproducción sexual hasta su senescencia, pasando por la forma adulta; el término también se aplica al desarrollo moral del ser humano. La ontogenia es estudiada por la biología del desarrollo. «La ontogenia es la historia del cambio estructural de una unidad sin que ésta pierda su organización. Este continuo cambio estructural se da en la unidad, en cada momento, o como un cambio desencadenado por interacciones provenientes del medio donde se encuentre o como resultado de su dinámica interna».
El desarrollo animal u ontogenia cumple dos funciones principales:
1. Genera diversidad celular (diferenciación) a partir del huevo fecundado (cigoto) y organiza los diversos tipos celulares en tejidos y órganos (morfogénesis y crecimiento).
2. Asegura la continuidad de la vida de una generación a la siguiente (reproducción).Ontogenia

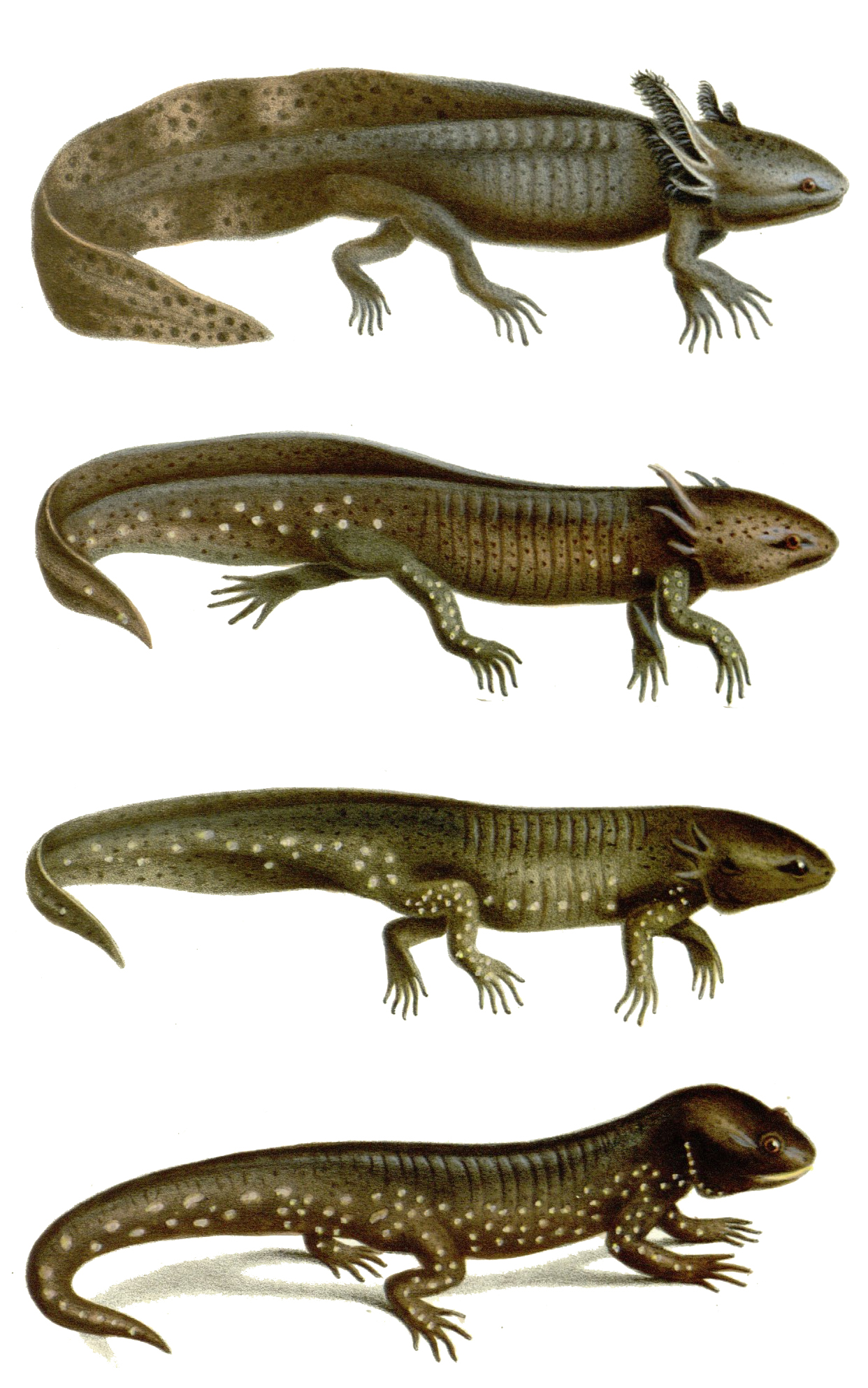
Ontogenia

## Historia
El término ontogenia fue acuñado por Ernst Haeckel, zoólogo y evolucionista alemán en la década de 1860. Haeckel, nacido en Alemania el 16 de febrero de 1834, era también un firme partidario del darwinismo. Haeckel sugirió que la ontogenia recapitulaba o repetía brevemente y a veces de forma incompleta la filogenia en su libro de 1866, Generelle Morphologie der Organismen ("Morfología general de los organismos"). Aunque su libro fue muy leído, la comunidad científica no estaba muy convencida o interesada en sus ideas, por lo que se dedicó a producir más publicaciones para llamar más la atención. En 1866, Haeckel y otros imaginaron el desarrollo como la producción de nuevas estructuras después de que se hubieran establecido las adiciones anteriores al organismo en desarrollo. Propuso que el desarrollo individual seguía etapas de desarrollo de generaciones anteriores y que las generaciones futuras añadirían algo nuevo a este proceso, y que existía un paralelismo causal entre la ontogenia y la filogenia de un animal.
Además, Haeckel propuso una ley biogenética según la cual la ontogenia recapitula la filogenia, basada en la idea de que el origen sucesivo y progresivo de nuevas especies se basaba en las mismas leyes que el origen sucesivo y progresivo de nuevas estructuras embrionarias. Según Haeckel, el desarrollo producía novedades y la selección natural eliminaba las especies que se habían quedado anticuadas u obsoletas. Aunque su visión del desarrollo y la evolución no era justificable, futuros embriólogos retocaron y colaboraron con las propuestas de Haeckel y demostraron cómo pueden producirse nuevas estructuras morfológicas mediante la modificación hereditaria del desarrollo embrionario. El biólogo marino Walter Garstang invirtió la relación de Haeckel entre ontogenia y filogenia, afirmando que la ontogenia crea la filogenia, no la recapitula. 
Un artículo seminal de Nikolaas Tinbergen de 1963 nombraba la ontogenia como una de las cuatro preguntas principales de la biología, junto con Julian Huxley's otras tres: causalidad, valor de supervivencia y evolución. Tinbergen enfatizaba que el cambio de la maquinaria del comportamiento durante el desarrollo era distinto del cambio en el comportamiento durante el desarrollo. Podemos concluir que el tordo en sí, es decir, su maquinaria de comportamiento, ha cambiado sólo si el cambio de comportamiento se produjo mientras el medio ambiente se mantuvo constante... Cuando pasamos de la descripción al análisis causal, y nos preguntamos de qué manera se ha producido el cambio observado en la maquinaria de comportamiento, el primer paso natural es tratar de distinguir entre las influencias ambientales y las que se producen dentro del animal.... En la ontogenia, la conclusión de que un determinado cambio está controlado internamente (es 'innato') se alcanza por eliminación.  Tinbergen estaba preocupado porque la eliminación de los factores ambientales es difícil de establecer, y el uso de la palabra innato es a menudo engañoso.

## Fases del desarrollo animal

### Fecundación
La fecundación es la unión de dos gametos con la consiguiente formación de un cigoto. Los gametos pueden ser iguales (isogametos) o distintos (anisogametos: espermatozoide y óvulo). El proceso central de la fecundación es la cariogamia, es decir, la fusión de los núcleos de los gametos (pronúcleos).

### Activación
La activación es el conjunto de fenómenos que tienen lugar en el cigoto y que determinan que este empiece a segmentarse (dividirse por mitosis).

### Embriogénesis
La embriogénesis es el conjunto de procesos ontogenéticos que abarca desde que el cigoto comienza a segmentarse hasta que se consuma la organogénesis. La embriogénesis incluye las siguientes fases: segmentación, blastulación, gastrulación y organogénesis.
- La segmentación es un conjunto de mitosis celulares muy rápidas, gracias a las cuales el cigoto queda dividido en múltiples células de menor tamaño denominadas blastómeros. Las dos primeras divisiones que experimenta el cigoto determinan la polaridad del animal: polos animal y vegetativo. El cuerpo esférico macizo, de igual tamaño que el cigoto, formado por un número reducido de blastómeros, que resulta de la segmentación se conoce como mórula.

- La blastulación es el proceso de formación de la blástula, que a menudo se presenta como un cuerpo esférico hueco formado por blastómeros situados en la periferia (blastodermo). La cavidad central de la blástula se denomina blastocele; está llena de líquido blastocélico y constituye la cavidad general (interna) primaria del animal.

- La gastrulación es el conjunto de procesos morfogenéticos que se producen a partir del estado de blástula y que conducen a la formación de las hojas blastodérmicas o germinativas: ectodermo (hoja externa) y endodermo (hoja interna). En algunos metazoos primitivos, el ectodermo y el endodermo están separados por una capa gelatinosa, más o menos celularizada, que se denomina mesoglea o mesohilo (animales diblásticos). Sin embargo, en la mayoría de los metazoos se forma una tercera hoja blastodérmica, entre el ectodermo y el endodermo, llamada mesodermo (animales triblásticos). En líneas generales se puede decir que el ectodermo produce las células de la epidermis y del sistema nervioso, el endodermo origina tanto las células que tapizan el tubo digestivo como los órganos asociados a dicho sistema (páncres, hígado, etc.). El mesodermo da lugar a diversos órganos (corazón, riñones, gónadas), a los tejidos conjuntivos y de sostén (huesos, músculos) y a las células sanguíneas.

- La organogénesis es el conjunto de interacciones y desplazamientos celulares que conducen a la formación de los órganos. Muchos órganos están formados por células originadas a partir de hojas blastodérmicas distintas. Durante la organogénesis, determinadas células realizan largas migraciones desde sus lugares de origen hasta sus destinos finales. De entre las células migratorias cabe destacar las que son precursoras de las células sanguíneas, linfáticas y pigmentarias, así como de los gametos.

En el cigoto existe una región del citoplasma (plasma germinal) que da lugar a las células precursoras de los gametos. Dichas células precursoras se denominan células germinales. Todas las demás células se conocen como células somáticas. Las células germinales migran hacia las gónadas, donde acaban diferenciándose en gametos. Esta diferenciación que se conoce como gametogénesis se produce en general cuando el animal está físicamente maduro.
La embriogénesis culmina con la formación de un embrión que, seguidamente, puede pasar por fases ontogenéticas diversas (feto, larva, pupa, juvenil) hasta llegar a adulto.
El ciclo vital de las especies animales se completa con la reproducción, el envejecimiento (senectud) y la muerte.

## Segmentación
La segmentación del cigoto depende en gran manera de la distribución del vitelo (material de reserva) en el óvulo (huevo) y, por tanto en el propio cigoto (óvulo fecundado o huevo). Al margen de ello, la cantidad de vitelo está correlacionada con la duración de la embriogénesis. Si existe poco vitelo, el embrión o bien se convierte pronto en una larva capaz de alimentarse por sí misma, o bien ha de recibir un aporte de nutrientes por parte de la madre. Si existe gran cantidad de vitelo, el embrión se convierte en un individuo juvenil a base de alimentarse exclusivamente del vitelo.
Existen numerosos términos que describen la condición del huevo en función de la cantidad y de la disposición del vitelo:
1. Huevo alecítico: huevo sin o con muy poco vitelo.
2. Huevo oligolecítico: huevo con relativamente poco vitelo.
3. Huevo mesolecítico: huevo con una cantidad moderada de vitelo.
4. Huevo telolecítico: huevo con mucha cantidad de vitelo.
5. Huevo isolecítico: huevo con vitelo distribuido de manera uniforme.
6. Huevo heterolecítico: huevo con vitelo distribuido de manera irregular.
7. Huevo centrolecítico: huevo con el vitelo concentrado en el centro del citoplasma.
8. Huevo endolecítico: huevo que contiene vitelo en su interior.
9. Huevo exolecítico: huevo con vitelo externo, contenido en células vitelógenas.

### Tipos de segmentación
Según afecte a la totalidad o solamente a una parte del cigoto, se distingue entre segmentación total y segmentación parcial.
La segmentación total (holoblástica) se da en cigotos formados a partir de huevos alecitos, oligolecitos y mesolecitos. El cigoto se divide por completo en dos blastomeros que, luego, dan lugar a más blastómeros.
La segmentación parcial (meroblástica) se da en cigotos formados a partir de huevos centrolecitos y telolecitos. El cigoto no se divide por completo; solamente se divide el núcleo celular. Los núcleos resultantes se rodean de membranas, formándose blastómeros. El vitelo permanece indiviso.

#### Segmentación holoblástica
En la segmentación total se distinguen distintas modalidades en función del tamaño y de la disposición de los blastómeros.
- Modalidades de segmentación total en función del tamaño de los blastómeros: igual y desigual.
  - Segmentación total igual: todos los blastómeros que se forman son de igual tamaño.
  - Segmentación total desigual: se forman blastómeros de pequeño tamaño relativo, denominados micrómeros, y blastómeros de gran tamaño relativo, llamados macrómeros. Los micrómeros ocupan el polo animal del organismo en desarrollo y son los que forman el embrión. Los macrómeros, que contienen el material de reserva (vitelo), ocupan el polo vegetativo. La segmentación total igual es propia de los huevos que presentan el vitelo distribuido de forma regular (huevos isolecitos). Los huevos que se segmentan totalmente, pero que poseen el vitelo distribuido de forma irregular (huevos heterolecitos) sufren una sgmentación total desigual.

- Modalidades de segmentación total en función de la distribución espacial de los blastómeros: radial y espiral.
  - Segmentación total radial: los blastómeros se disponen siguiendo un diseño imaginario de paralelos y meridianos. En función de la distribución del vitelo, los cigotos que experimentan una segmentación total radial pueden dar lugar a blastómeros iguales (segmentación total igual radial) o a micrómeros y macrómeros (segmentación total desigual radial). La segmentación radial se dice que es indeterminada o reguladora porque los blastómeros fijan su destino relativamente tarde.
  - Segmentación total espiral: los diversos blastómeros se colocan formando un determinado ángulo con respecto al eje polar, de manera que, en conjunto, quedan dispuestos en forma espiral. Los cigotos que experimentan la segmentación espiral lo hacen siguiendo la modalidad desigual (segmentación total desigual espiral). La segmentación espiral es indeterminada o en mosaico porque el destino de los blastómeros se fija en una etapa muy temprana del desarrollo.

#### Segmentación meroblástica
En la segmentación parcial se distinguen distintas modalidades según se distribuya el vitelo en el óvulo a partir del que se forma el cigoto.
Segmentación parcial de los cigotos formados a partir de huevos telolecitos: segmentación discoidal.
En la segmentación discoidal, el cigoto no se divide por completo; solo se divide el núcleo celular. Los dos núcleos resultantes se rodean de sendas membranas celulares. Se forman así dos pequeños blastómeros que se siguen dividiendo, mientras que la parte que contiene el vitelo permanece indivisa. Los blastómeros ocupan el polo animal, formando un disco (blastodermo o blastodisco) que queda situado sobre la gran masa no segmentada de vitelo. Esta masa de vitelo constituye el saco vitelino. 
Segmentación parcial de los cigotos formados a partir de huevos centrolecitos: segmentación periféfica.
En la segmentación periférica, el núcleo celular se divide varias veces. Los núcleos resultantes migran hacia la periferia, donde cada uno se rodea de una membrana, formándose un blastómero. Así, los blastómeros ocupan la periferia (blastodermo periférico) y rodean el vitelo, indiviso, que ocupa una posición central. Uno o varios núcleos migran hacia uno de los polos para formar un conjunto de blastómeros que se conoce como plasma polar. Estos blastómeros del plasma polar son los precursores de las células germinales. 
Las distintas modalidades de segmentación no están necesariamente correlacionadas con la posición filogenética de los animales. Es frecuente que las especies correspondientes a un determinado grupo zoológico presenten la misma modalidad de segmentación. Sin embargo, también pueden presentarse modalidades distintas dentro de un mismo grupo. Al margen de ello, existen variantes propias de determinados grupos animales que no se corresponden con ninguno de los modelos de segmentación expuestos.

## Blastulación
La segmentación del cigoto concluye con la formación de la blástula. El proceso de formación de la blástula se denomina blastulación.
Con frecuencia se describe la blástula como un estado embrionario constituido por una esfera de blastómeros (blastodermo) que rodea una cavidad central (blastocele), llena de líquido blastocélico. Sin embargo, esta descripción corresponde solo a un determinado tipo de blástula.
Otras blástulas difieren notablemente de este modelo.
Principales tipos de blástula:
- Celoblástulas: Las celoblástulas son blástulas esféricas constituidas por una capa periférica de blastómeros (blastodermo) que rodea una cavidad central llamada blastocele. Las celoblástulas se forman como consecuencia de la segmentación total del cigoto. Cuando la segmentación es total igual (o casi igual, los blastómeros son de tamaño similar y el blastocele ocupa una posición central. Si la segmentación es total desigual, se forman micrómeros y macrómeros y el blastocele adopta una posición excéntrica, hacia el polo animal. En este polo se sitúan los micrómeros, mientras que los macrómeros, ricos en vitelo, se localizan en el polo vegetativo.

- Estereoblástulas. Las estereoblástulas son blástulas de aspecto esférico y de consistencia maciza, resultantes de una segmentación total desigual en la que los macrómeros del polo vegetativo son muy voluminosos. El blastocele es una cavidad virtual; está ocupado enteramente por los macrómeros. Los micrómeros se sitúan el polo vegetativo, recubriendo a los macrómeros.

- Discoblástulas: Las discoblástulas son blástulas esféricas resultantes de la segmentación parcial desigual de los cigotos telolecitos. Los micrómeros forman un casquete o disco (blastodermo o blastodisco) en el polo animal. El blastodisco reposa sobre una gran masa de vitelo que constituye el futuro saco vitelino. El blastocele consiste en una cavidad interna que se abre entre el blastodisco y el saco vitelino.

- Periblástulas: Las periblástulas son blastulas algo elongadas, resultantes de la segmentación parcial periférica de los cigotos centrolecitos. Los blastómeros conforman un blastodermo periférico que recubre una masa central de vitelo. No existe un verdadero blastocele. La cavidad correspondiente está ocupada por el vitelo.

## Gastrulación
La gastrulación consiste en el conjunto de procesos morfogenéticos que se producen a partir del estadio de blástula y que conducen a la formación de las hojas blastodérmicas u hojas germinativas. La gastrulación difiere notablemente de unos grupos zoológicos a otros. Incluso puede diferir entre los representantes de un mismo grupo.

### Modalidades de gastrulación
- Invaginación o embolia. La gastrulación por invaginación o embolia se produce a partir de celoblástulas. Consiste en la penetración del hemisferio vegetativo en el blastocele, formándose así dos capas de blastómeros. La externa recibe el nombre de ectodermo; la interna se denomina endodermo. El endodermo delimita una nueva cavidad, llamada arquénteron, que constituye el futuro tubo digestivo del animal. El arquénteron queda en contacto con el exterior a través de una abertura que se denomina blastoporo.

- Recubrimiento o epibolia. La gastrulación por recubrimiento o epibolia se produce a partir de estereoblástulas. Consiste en la multiplicación activa de los micrómeros del polo animal que terminan por rodear, casi por completo, a los macrómeros del polo vegetativo. Los micrómeros son el ectodermo. Los macrómeros, que quedan en posición interna, son el endodermo. Este endodermo delimita una cavidad que es el arquénteron. El blastoporo queda constituido por el contorno circular libre de la cúpula ectodérmica. La embolia y la epibolia, que se dan simultáneamente en algunos casos, conducen la formación de una gástrula globosa, constituida por dos hojas blastodérmicas, el ectodermo y el endodermo. El endodermo delimita una cavidad, el arquénteron, que se abre al exterior a través del blastoporo. Entre el ectodermo y el endodermo, es decir en el espacio real o virtual que corresponde al primitivo blastocele, se forma la tercera hoja blastodérmica que se denomina mesodermo. La embolia y la epibolia no son las únicas modalidades de gastrulación existentes. En muchos grupos zoológicos, la formación de las hojas blastodérmicas tiene lugar de manera muy distinta. Ello arroja series dudas acerca de la posible homología de las hojas blastodérmicas en los diversos taxones de metazoos.

- Delaminación. La gastrulación por deslaminación tiene lugar a partir de una celoblástula. Se produce por la división mitótica de los blastómeros según planos de división paralelos a la superficie del blastodermo. Los husos mitóticos son radiales. Así, la blástula, formada por una sola capa de células, se convierte en un germen con doble capa celular. La capa externa de células constituye el ectodermo y la capa interna, el endodermo. El endodermo se separa del ectodermo (se delamina) y entre ambas hojas se forma una mesoglea. El endodermo delimita una cavidad, el celénteron (denominado también arquénteron), carente de blastoporo. El celénteron se abre al exterior secundariamente.

- Inmigración. La gastrulación por inmigración consiste en la migración activa de células que se desprenden del blastodermo hacia el blastocele. Una vez allí las células proceden a formar las otras hojas blastodérmicas.

Otras modalidades de gastrulación, menos frecuentes, que se asemejan en mayor o menor grado a la gastrulación por inmigración son las siguientes: involución, separación, ingresión polar, proliferación y cavitación.

## Ontogenia y filogenia
La idea de que la ontogenia recapitula la filogenia, esto es, que el desarrollo de un organismo refleje exactamente el desarrollo evolutivo de la especie, está hoy desacreditada. No obstante, se pueden observar algunas conexiones entre ontogenia y filogenia, dadas por la evolución, de esta forma la ontogenia se utiliza en cladística como guía para reconstruir la historia evolutiva y las relaciones filogenéticas entre clados.